# Campionato rumeno di calcio 1928-1929
Il Campionato Nazionale 1928-1929 è stata la 17ª edizione del campionato rumeno di calcio. La fase finale è stata disputata tra giugno e luglio 1929 e si concluse con la vittoria finale del Venus București, al suo secondo titolo.

## Formula
Le squadre vennero suddivise in gironi regionali, con le vincitrici ammesse alle finali nazionali disputate ad eliminazione diretta. Il numero dei gironi fu di dodici, come nella stagione precedente. Otto squadre disputarono un turno preliminare per entrare nel tabellone principale.

## Partecipanti
| Regione   | Squadra                        |
| Arad      | Gloria CFR Arad                |
| Brașov    | Colțea Brașov                  |
| Bucarest  | Venus București                |
| Cernăuți  | Dragoș Vodă Cernăuți           |
| Chișinău  | Mihai Viteazul Chișinău        |
| Cluj      | România Cluj                   |
| Craiova   | Generala Craiova               |
| Galați    | Dacia Vasile Alecsandri Galați |
| Iași      | Victoria Iași                  |
| Oradea    | Stăruința Oradea               |
| Sibiu     | Șoimii Sibiu                   |
| Timișoara | Banatul Timișoara              |

## Fase finale

### Preliminare
Il turno preliminare per accedere al tabellone finale fu disputato il 2 giugno 1929.
| Squadra 1                      | Risultato | Squadra 2               |
| ------------------------------ | --------- | ----------------------- |
| Generala Craiova               | 0 - 3     | Banatul Timișoara       |
| Dacia Vasile Alecsandri Galați | 7 - 1     | Victoria Iași           |
| Colțea Brașov                  | 2 - 1     | Șoimii Sibiu            |
| Dragoș Vodă Cernăuți           | 1 - 0     | Mihai Viteazul Chișinău |

### Quarti di finale
Gli incontri vennero disputati tra il 1° e il 7 luglio 1929. Un primo incontro tra Banatul Timișoara e Gloria CFR Arad terminò 4-4 dopo i tempi supplementari e fu rigiocato il giorno successivo.
| Squadra 1            | Risultato | Squadra 2                      |
| -------------------- | --------- | ------------------------------ |
| Venus București      | 3 - 1     | Polonia Cernăuți               |
| Dragoș Vodă Cernăuți | 1 - 0     | Dacia Vasile Alecsandri Galați |
| Stăruința Oradea     | 2 - 3     | România Cluj                   |
| Banatul Timișoara    | 3 - 2     | Gloria CFR Arad                |

### Semifinali
Gli incontri vennero disputati il 30 giugno 1929.
| Squadra 1       | Risultato | Squadra 2            |
| --------------- | --------- | -------------------- |
| Venus București | 4 - 3     | Dragoș Vodă Cernăuți |
| România Cluj    | 3 - 0     | Banatul Timișoara    |

### Finale
La finale fu disputata il 14 luglio 1929.
| Squadra 1       | Risultato | Squadra 2    |
| --------------- | --------- | ------------ |
| Venus București | 3 - 2     | România Cluj |

## Verdetti
- Venus București Campione di Romania 1928-29.